# الطوايل الغربية
قرية الطوايل الغربية هي إحدى القرى التابعة لمركز ساقلتة بمحافظة سوهاج في جمهورية مصر العربية. حسب إحصاءات سنة 2006، بلغ إجمالي السكان في الطوايل الغربية 9296 نسمة، منهم 4774 رجل و4522 امرأة.